# Запрудное (Козельский район)
Запрудное — деревня в Козельском районе Калужской области. Входит в состав Сельского поселения «Деревня Подборки».
Расположено примерно в 1 км к юго-западу от села Подборки.

## Население
На 2010 год население составляло 36 человек.